# 阿里夫·梅里科夫
阿里夫·梅里科夫（1933年9月13日—2019年5月9日），又译梅利科夫，出生于巴库，苏联/阿塞拜疆作曲家。毕业于阿塞拜疆国立音乐学院（现为巴库音乐学院）作曲班。他是多部交响乐和室内乐、芭蕾舞、电影音乐的作者。1961年创作的芭蕾舞剧《爱的传说》（又译为《爱的传奇》、《爱情的传说》）为他赢得了世界级声誉，在全球许多剧院的舞台上演出，包括莫斯科大剧院和马林斯基剧院。1986年，他被授予「苏联人民艺术家」的称号。30多年来，他担任巴库音乐学院作曲系主任，是阿塞拜疆作曲家联盟的董事会成员。